# STS-98
STS-98 e сто и втората мисия на НАСА по програмата Спейс шатъл, двадесет и трети полет на совалката Атлантис и осми пилотиран полет към Международната космическа станция (МКС) (полет 5А).

## Екипаж
| Пост                                | Астронавт                              |
| ----------------------------------- | -------------------------------------- |
| Командир                            | Кенет Кокрил четвърти космически полет |
| Пилот                               | Марк Полански първи космически полет   |
| Специалист на мисията 1             | Робърт Кърбийм втори космически полет  |
| Специалист на мисията 2 бординженер | Марша Айвънс пети космически полет     |
| Специалист на мисията 3             | Томас Джоунс четвърти космически полет |

## Полетът
Основната цел на полета на совалката „Атлантис“ е доставка и скачване с Международната космическа станция на американския модул Дестини. Масата на модула е около 15 тона и това е причината екипажа на совалката да е от 5 души. По време на полета са направени 3 излизания в открития космос с обща продължителност около 20 часа. Полетът продължава почти 13 денонощия, от които около 7 са в скачено състояние на совалката със станцията. В посока станцията се доставят около 1,5 тона доставки (храна, вода, резервни части, дрехи, инструменти, компютърна техника, костюм за космически разходки и др.). В посока към Земята се пренасят около 420 кг отпадъци и материали от опаковки). По време на полета орбитата на комплекса е „повдигната“ с около 30 км.

## Параметри на мисията
- Маса на совалката:
  - при старта: 115 529 кг
  - при приземяването: 90 225 кг
- Маса на полезния товар:14 515 кг
- Перигей: 365 км
- Апогей: 378 км
- Инклинация: 51,6°
- Орбитален период: 92.0 мин

Скачване с „МКС“
- Скачване: 9 февруари 2001, 16:51:00 UTC
- Разделяне: 16 февруари 2000, 14:05:50 UTC
- Време в скачено състояние: 6 денонощия, 21 часа, 14 минути, 50 секунди.

### Космически разходки
| № | Участници                     | Начало                     | Край                       | Продължителност  |
| - | ----------------------------- | -------------------------- | -------------------------- | ---------------- |
| 1 | Томас Джоунс и Робърт Кърбийм | 10 февруари 2001 15:50 UTC | 10 февруари 2001 23:24 UTC | 7 часа 34 минути |
| 2 | Томас Джоунс и Робърт Кърбийм | 12 февруари 2001 15:59 UTC | 12 февруари 2001 22:49 UTC | 6 часа 50 минути |
| 3 | Томас Джоунс и Робърт Кърбийм | 14 февруари 2001 14:48 UTC | 14 февруари 2001 20:13 UTC | 5 часа 25 минути |

По време на мисията е проведена 100-тната космическа разходка в американската космическа история и 60-а в програма Спейс Шатъл.

## Галерия
- Придвижването на совалката към стартовата площадка
- Стартът на совалката
- Модулът Дестини излиза от товарния отсек на совалката
- Снимка на Марша Айвънс с косата си в безтегловност
- Снимка на екипажа в космоса